# Rosario Luchetti
Rosario Luchetti, född den 4 juni 1984 i Buenos Aires, Argentina, är en argentinsk landhockeyspelare.
Hon tog OS-brons i damernas landhockeyturnering i samband med de olympiska landhockeytävlingarna 2008 i Peking.
Hon tog OS-silver i samma gren i samband med de olympiska landhockeytävlingarna 2012 i London.